# Б-587 «Великие Луки»
Б-587 «Вели́кие Лу́ки» — российская многоцелевая дизель-электрическая подводная лодка заложенная на Адмиралтейских верфях (Санкт-Петербург) для ВМФ России, третий корабль проекта 677М «Лада». Планируется, что подводная лодка войдет в состав Балтийского флота.

## История строительства
Подлодка была заложена 10 ноября 2006 года под названием «Севастополь», а 19 марта 2015 года перезаложена под новым именем «Великие Луки».
Передача Б-587 Балтийскому флоту изначально была запланирована на 25 ноября 2021 года. Однако только 23 декабря 2022 года подлодка была спущена на воду для достройки и испытаний. Затем передача флоту планировалась на конец 2024 года.
В декабре 2024 года в ходе государственных испытаний Б-587 успешно погрузилась на глубину 100 м в одном из полигонов Балтийского флота.